# 俳人の一覧
主要な俳人・俳諧師の一覧を掲載する。

## あ行
- 相生垣瓜人
- 相子智恵
- 青木月斗
- 青柳志解樹
- 赤尾兜子
- 赤城さかえ
- 秋尾敏
- 秋元不死男
- 芥川龍之介
- 安里琉太
- あざ蓉子
- 安住敦
- 阿部青鞋
- 阿部みどり女
- 穴井太
- 阿部完市
- 天野桃隣
- 飴山實
- 荒木田守武
- 有馬朗人
- 阿波野青畝
- 安斎桜磈子
- 安東次男
- 飯島晴子
- 飯田蛇笏
- 飯田藤村子
- 飯田龍太
- 筏井竹の門
- 五十嵐播水
- 五十嵐秀彦
- 藺草慶子
- 池田澄子
- 池西言水
- 池内友次郎
- 石寒太
- 石井露月
- 石川桂郎
- 石田あき子
- 石田郷子
- 石田波郷
- 石塚友二
- 石橋辰之助
- 石橋秀野
- 石原八束
- 磯貝碧蹄館
- 伊丹三樹彦
- 井出台水
- 伊東月草
- 伊藤松宇
- 伊藤白潮
- 稲垣きくの
- 稲畑汀子
- 稲畑廣太郎
- 井上井月
- 井上微笑
- 茨木和生
- 井原西鶴
- 今井杏太郎
- 今井聖
- 今枝蝶人
- 今村俊三
- 岩田涼菟
- 岩谷山梔子
- 巖谷小波
- 上島鬼貫
- 上田五千石
- 上野章子
- 上野泰
- 板垣好樹
- 上村占魚
- 臼田亞浪
- 宇多喜代子
- 有働亨
- 噂野アンドゥー
- 江國滋酔郎
- 塩谷鵜平
- 及川貞
- 大井恒行
- 大石悦子
- 大木あまり
- 大串章
- 大久保白村
- 大島蓼太
- 大須賀乙字
- 大嶽青児
- 大谷句仏
- 大伴大江丸
- 大西泰世
- 大野洒竹
- 大野万木
- 大野林火
- 大場白水郎
- 大原其戎
- 大峯あきら
- 小川軽舟
- 荻原井泉水
- 岡井省二
- 岡崎万寿
- 岡田史乃
- 岡野知十
- 岡本圭岳
- 岡本松浜
- 岡本眸
- 岡本癖三酔
- 小川双々子
- 奥坂まや
- 奥平貞臣
- 尾崎紅葉
- 尾崎放哉
- 小沢碧童
- 小沢変哲
- 小澤克己
- 小澤實
- 小田嶋十黄
- 越智越人
- 御中虫
- 小野蕪子
- 折笠美秋
- 恩田侑布子

## か行
- 櫂未知子
- 鹿島平堂
- 加賀千代女
- 各務支考
- 柿本多映
- 鍵和田秞子
- 加倉井秋を
- 景山筍吉
- 風間直得
- 哥川
- 桂信子
- 加藤郁乎
- 加藤かな文
- 加藤かけい
- 加藤楸邨
- 加藤雪腸
- 加藤知世子
- 加藤三七子
- 角川源義
- 角川春樹
- 金尾梅の門
- 金子兜太
- 兼崎地橙孫
- 鎌倉佐弓
- 神尾久美子
- 神蔵器
- 加舎白雄
- 軽部烏頭子
- 川勝雲堂
- 河合凱夫
- 河合曾良
- 川上弘美
- 川崎展宏
- 川端茅舍
- 河東碧梧桐
- 河原枇杷男
- 河村みゆき
- きくちつねこ
- 岸田稚魚
- 岸本尚毅
- 北大路翼
- 北田傀子
- 喜谷六花
- 北村季吟
- 木下夕爾
- 京極杞陽
- 清崎敏郎
- 草間時彦
- 楠本憲吉
- 九堂夜想
- 久保より江
- 倉橋羊村
- 栗生純夫
- 栗田樗堂
- 栗林一石路
- 黒田杏子
- 久保田春耕
- 久保田兎園
- 久保田万太郎
- 厨川千江
- 黒柳召波
- 桑原文子
- 見學玄
- 小井川潤次郎
- 香西照雄
- 神野紗希
- 河野南畦
- 木暮陶句郎
- こしのゆみこ
- 小島健
- 小杉一笑
- 小杉余子
- 五島高資
- 後藤比奈夫
- 後藤夜半
- 小林一茶

## さ行
- 西東三鬼
- 斎藤玄
- 齋藤慎爾
- 栄猿丸
- 阪本四方太
- 桜井梅室
- 佐々醒雪
- 笹川臨風
- 佐藤鬼房
- 佐藤郁良
- 佐藤雀仙人
- 佐藤文香
- 佐怒賀正美
- 佐野まもる
- 佐山哲郎
- 澤木欣一
- 椎本才麿
- 志太野坡
- 篠田悌二郎
- 篠原温亭
- 篠原鳳作
- 篠原梵
- 斯波園女
- 柴田白葉女
- 柴田千晶
- 芝不器男
- 渋川玄耳
- 澁谷道
- 島田牙城
- 嶋田青峰
- 嶋田的浦
- 嶋田洋一
- 清水超波
- 清水哲男
- 清水基吉
- 下村槐太
- 舎羅
- 秋色女
- 寿賀義治
- 杉田久女
- 杉村楚人冠
- 杉山杉風
- 杉山久子
- 鈴鹿野風呂
- 鈴木栄子
- 鈴木しづ子
- 鈴木鷹夫
- 鈴木花蓑
- 鈴木眞砂女
- 鈴木道彦
- 鈴木六林男
- 数藤五城
- 住宅顕信
- 清水瓢左
- 諸九尼
- 関悦史
- 摂津幸彦
- 仙田洋子
- 相馬遷子

## た行
- 田岡嶺雲
- 対中いずみ
- 高井几董
- 高木晴子
- 高桑闌更
- 高田蝶衣
- 高野素十
- 高野ムツオ
- 鷹羽狩行
- 高橋淡路女
- 高橋睦郎
- 高浜虚子
- 高浜年尾
- 高屋窓秋
- 高山れおな
- 高柳克弘
- 高柳重信
- 田上菊舎
- 宝井其角
- 田川飛旅子
- 滝春一
- 滝井折柴
- 建部巣兆
- 竹下しづの女
- 多田裕計
- 立花北枝
- 田中亜美
- 田中王城
- 田中裕明
- 種田山頭火
- 谷山花猿
- 炭太祇
- 蝶夢
- 筑紫磐井
- 千野帽子
- 千葉皓史
- 津川絵理子
- 津沢マサ子
- 対馬康子
- 辻桃子
- 月野ぽぽな
- 津田清子
- 角田竹冷
- 坪内稔典
- 寺田京子
- 寺田寅彦
- 寺井谷子
- 寺山修司
- 田捨女
- 鴇田智哉
- 殿村菟絲子
- 富澤赤黄男
- 富田木歩
- 冨田拓也
- 富安風生
- 友岡子郷

## な行
- 内藤丈草
- 内藤吐天
- 内藤鳴雪
- 中岡毅雄
- 中川乙由
- 長嶋有
- 永田耕衣
- 中田剛
- 永田青嵐
- 中川宋淵
- 中島斌雄
- 中塚一碧楼
- 中西其十
- 中村草田男
- 中村苑子
- 中村汀女
- 中村安伸
- 中原道夫
- 夏井いつき
- 夏石番矢
- 夏目成美
- 夏目漱石
- 名取里美
- 成田千空
- 成瀬櫻桃子
- 鳴戸奈菜
- 西島麥南
- 西村和子
- 西村我尼吾
- 西山宗因
- 西山泊雲
- 仁平勝
- 野澤節子
- 野沢凡兆
- 野見山朱鳥
- 野村朱鱗洞
- 能村研三
- 能村登四郎
- 野村泊月

## は行
- 橋閒石
- 橋本多佳子
- 橋本石洲
- 橋本鶏二
- 橋本夢道
- 長谷川秋子
- 長谷川櫂
- 長谷川かな女
- 長谷川双魚
- 長谷川素逝
- 長谷川零余子
- 波多野爽波
- 服部土芳
- 服部嵐雪
- 花谷和子
- 林旧竹
- 林桂
- 林翔
- 林鰌児
- 林田紀音夫
- 林原耒井
- 早野巴人
- 原コウ子
- 原月舟
- 原石鼎
- 原子公平
- 榛谷美枝子
- 日野草城
- 日野百草
- 檜山哲彦
- 平井照敏
- 平畑静塔
- 平松小いとゞ
- 広江八重桜
- 広瀬惟然
- 広瀬直人
- 深見けん二
- 福田甲子雄
- 福田蓼汀
- 福武枯木
- 福永耕二
- 藤田湘子
- 藤波孝堂
- 藤野古白
- 藤原月彦
- 船川渉
- 文挟夫佐恵
- 夫馬基彦
- 古沢太穂
- 邉見京子
- 坊城俊樹
- 星野紗一
- 星野高士
- 星野立子
- 星野椿
- 星野麥丘人
- 星野麦人
- 細見綾子
- 細谷源二
- 細谷不句
- 堀田季何
- 堀井春一郎
- 堀内雲鼓
- 堀口星眠
- 堀本裕樹
- 本田あふひ

## ま行
- 前田普羅
- 正岡子規
- 正木ゆう子
- 増田龍雨
- 松江重頼
- 松尾芭蕉
- 松崎鉄之介
- 松瀬青々
- 松澤昭
- 松田ひろむ
- 松宮寒骨
- 松永貞徳
- 松根東洋城
- 松本たかし
- 眞鍋呉夫
- マブソン青眼
- 黛執
- 黛まどか
- 三浦雲居
- 三浦樗良
- 水落露石
- 水沢有美
- 水原秋桜子
- 三谷昭
- 三橋鷹女
- 三橋敏雄
- 皆吉爽雨
- 峯村白斎
- 三村純也
- 宮武寒々
- 宮入聖
- 宮崎斗士
- 宮部寸七翁
- 三宅嘯山
- 三好潤子
- 向井去来
- 村上鬼城
- 村上喜代子
- 村上霽月
- 村上鞆彦
- 村越化石
- 村山古郷
- 室生犀星
- 室積徂春
- 望月たけし
- 籾山梓月
- 森賀まり
- 森川許六
- 森澄雄
- 森田峠
- 森田雷死久
- 茂呂何丸

## や行
- 山岡元隣
- 八木三日女
- 矢島渚男
- 安井浩司
- 山口誓子
- 山口青邨
- 山口草堂
- 山口素堂
- 山口波津女
- 山口優夢
- 山田みづえ
- 山西雅子
- 山本荷兮
- 百合山羽公
- 横井也有
- 横光利一
- 横山白虹
- 与謝蕪村
- 吉岡禅寺洞
- 吉川金次
- 吉田鴻司
- 四ッ谷龍

## わ行
- 若尾瀾水
- 若森京子
- 鷲巣繁男
- 鷲谷七菜子
- 和田悟朗
- 渡辺水巴
- 渡辺白泉